# Duik in de verbeelding
Duik in de verbeelding is een artistiek kunstwerk in Amsterdam-Centrum.
Het werk dateert uit 2008 en is van Mario Molina Espeleta. Het is aangebracht op bedrijfsgebouw Petersburg aan de Frans de Wollantstraat, maar het is in haar geheel beter te bekijken vanaf de ingang van het Funenpark. Het kunstwerk is gevouwen om de scherpe hoek van een "taartpunt", een Amsterdamse uitdrukking voor een gebouw met een scherpe hoek, vaak een gevolg van een grens tussen twee ideeën van wijkplattegronden. Hier botst een rechthoekig aangelegde woonwijk op een boogvormig spoortraject. De kunstenaar geeft met het beeld een weergave van het maken van een kunstwerk. De kunstenaar heeft een idee, voert dat uit, maar weet dikwijls niet wat het eindresultaat zal zijn (een sprong in het diepe). De duiker hangt vrij van de gevel. Aan weerszijden van de punt zijn bloemen van glas te zien; zij zouden staan voor het verbloemen van de realiteit, in zowel figuurlijke als letterlijke betekenis. Molina Espeleta vindt dat daardoor het dagelijks leven dragelijk wordt.
Het werk is geïnitieerd door de projectontwikkelaar van het gebouw met financiële steun van het Amsterdamse Fonds voor de Kunsten; het werd na oplevering overgedragen aan Stadsdeel Centrum. Stadsdeelvoorzitter Els Iping kwam het op 5 maart 2008  onthullen.

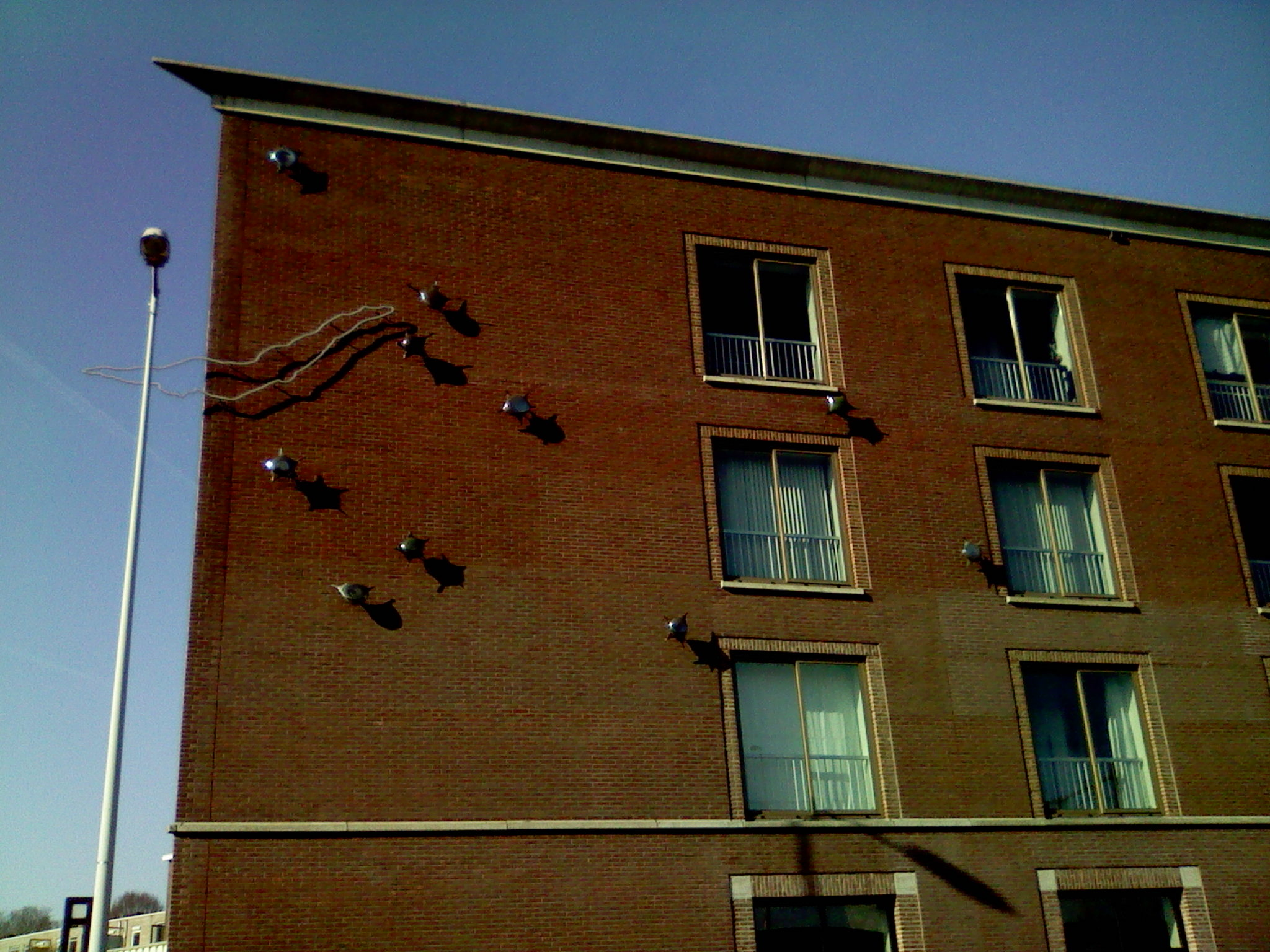
Duik in de verbeelding vanaf de straat (2013)